# 托伊托伊斯灣

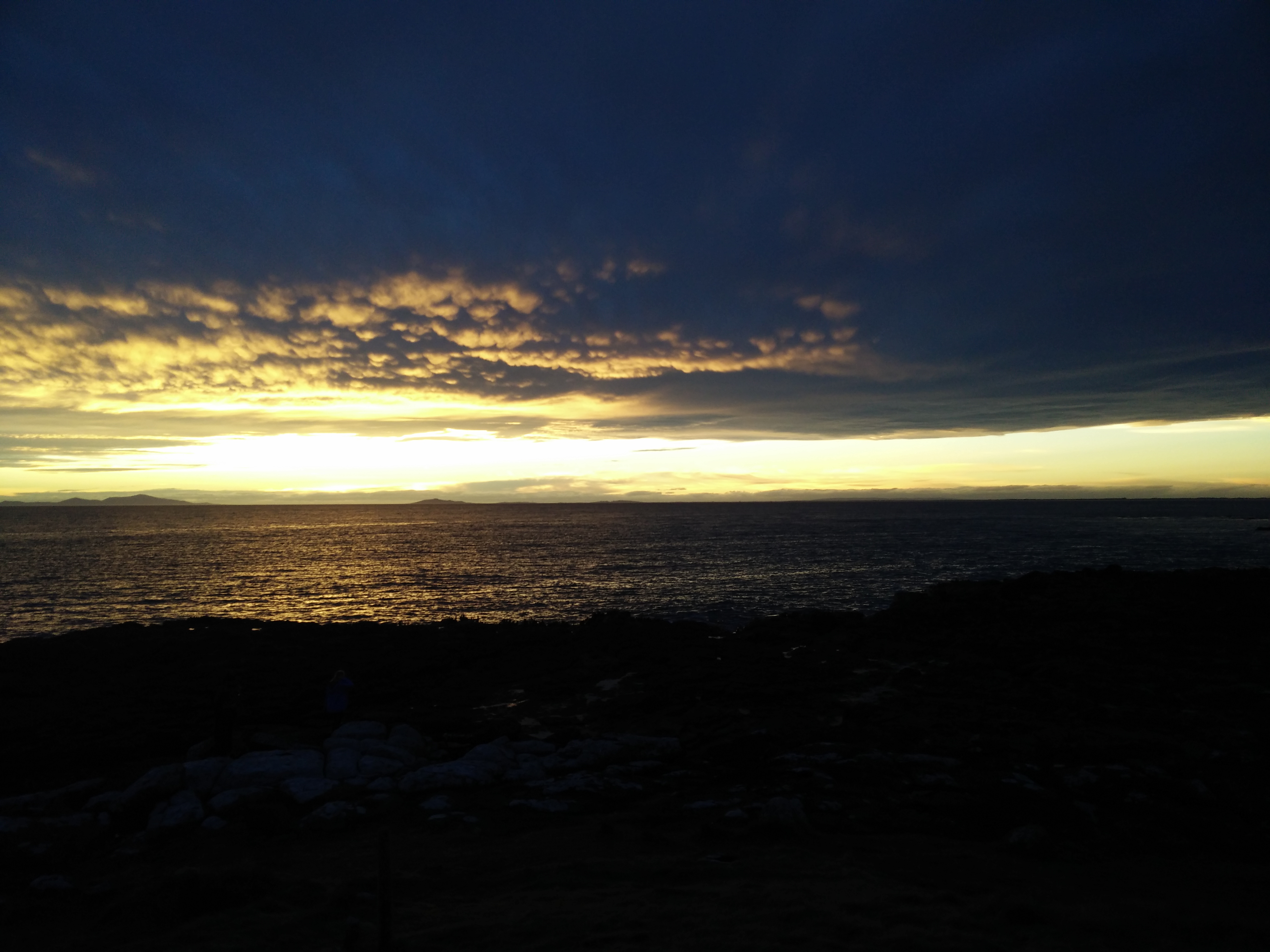

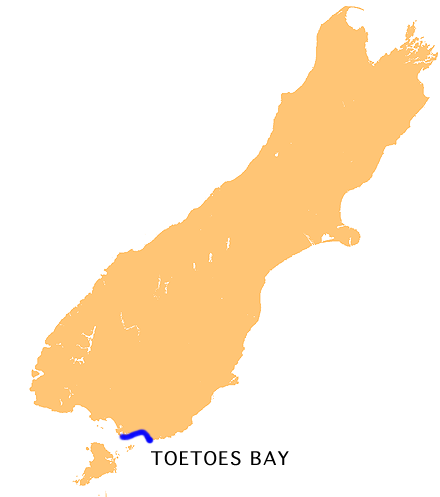
托伊托伊斯灣的位置

托伊托伊斯灣是新西蘭南大地區福沃海峽岸邊三大海灣中位於最東面的一個，其餘分別為蒂瓦伊瓦伊灣（英語：Te Waewae Bay）及奧雷蒂海灘（英語：Oreti Beach）。190公里長的馬陶拉河經過托伊托伊斯港河口從托伊托伊斯灣流入大海。托伊托伊斯灣長30公里（20英哩），位於Awarua平原的最南端。Awarua平原是一片伸展入內陸約十五平方公里（10英哩）的沼澤地。海灣的東端鄰近南島最南端的Slope Point，以及Catlins海岸的西端。
擁有一座鋁冶煉廠的蒂瓦伊波因位於托伊托伊斯灣西端的一個半島上的布拉夫（英語：Bluff）港的邊沿。潟湖Waituna 位於海灣的中間，並東望馬陶拉河流入福沃海峽。
托伊托伊斯灣因19世紀毛利人酋長托伊托伊（英語：Toitoi）而得名。捕鯨者曾將Waituna潟湖命名為「托伊托伊之地」，其後以此作為海灣的名字。